# Provincia de Samut Sakhon
Samut Sakhon (en tailandés: สมุทรสาคร) es una de las provincias centrales (changwat) de Tailandia. En el sentido de las agujas del reloj, es fronteriza con las provincias de: Samut Songkhram, Ratchaburi, Nakhon Pathom y Bangkok.

## Geografía
Samut Sakhon se localiza cerca de la desembocadura del río Tha Chin Klong, en el Golfo de Tailandia. En la costa se encuentran diversas salinas.

## Historia
El más antiguo nombre de la zona es Tha Chin, probablemente en referencia a que era un puerto comercial donde llegaban los Juncos chinos. En 1548 se estableció la ciudad de Sakhon Buri, renombrada en 1704 como Mahachai después de que el khlong (canal) Mahachai fue dragado y conectado con el río Tha Chin cerca de la ciudad. El rey Mongkut la bautizó con el nombre actual, aunque es corriente que todavía se la denomine Mahachi por sus habitantes.

## Símbolos
El emblema muestra un junco chino enfrente de la costa, con una humeante chimenea, simbolizando la tradición comercial y la actividad industrial local. El árbol simbólico es la Alstonia scholaris, o Árbol del Demonio.

## División administrativa
La provincia se divide en tres distritos (Amphoe), que a su vez están subdivididos en 40 comunas (tambon) y 288 poblados (muban). La capital es Samut Sakhon.
1. Mueang Samut Sakhon
2. Krathum Baen
3. Ban Phaeo

Además hay 7 áreas municipales (thesaban) dentro de la provincia.